# Club Basket Bilbao Berri 2012-2013
Questa voce raccoglie le informazioni riguardanti il Club Basket Bilbao Berri nelle competizioni ufficiali della stagione 2012-2013.

## Stagione
La stagione 2012-2013 del Club Basket Bilbao Berri è la 9ª nel massimo campionato spagnolo di pallacanestro, la Liga ACB.

## Roster
Aggiornato al 14 luglio 2018.
| Uxue Bilbao 2012-13 | Uxue Bilbao 2012-13 |
| Giocatori           | Staff tecnico       |
| ------------------- | ------------------- |

| N. | Naz.                                   | Ruolo | Nome               | Anno | Alt.   | Peso   |  |
| -- | -------------------------------------- | ----- | ------------------ | ---- | ------ | ------ |  |
| 6  | Grecia (bandiera)                      | P     | Nikos Zīsīs        | 1984 | 197 cm | 90 kg  |  |
| 7  | Serbia (bandiera)                      | C     | Milovan Raković    | 1985 | 208 cm | 122 kg |  |
| 8  | Croazia (bandiera)                     | G     | Fran Pilepić       | 1989 | 194 cm | 86 kg  |  |
| 11 | Stati Uniti (bandiera)                 | C     | Lamont Hamilton    | 1984 | 208 cm | 116 kg |  |
| 15 | Spagna (bandiera)                      | AP    | Álex Mumbrú (C)    | 1979 | 202 cm | 105 kg |  |
| 17 | Belgio (bandiera)                      | AG    | Axel Hervelle      | 1983 | 205 cm | 110 kg |  |
| 18 | Francia (bandiera)                     | AG    | Adrien Moerman     | 1988 | 202 cm | 102 kg |  |
| 24 | Spagna (bandiera)                      | GA    | Sergio Sánchez     | 1984 | 197 cm |        |  |
| 31 | Spagna (bandiera)                      | P     | Raül López         | 1980 | 182 cm | 84 kg  |  |
| 33 | Senegal (bandiera) · Spagna (bandiera) | AC    | Mamadou Samb       | 1989 | 208 cm | 98 kg  |  |
| 34 | Grecia (bandiera)                      | AP    | Kōstas Vasileiadīs | 1984 | 200 cm | 102 kg |  |
| 44 | Spagna (bandiera)                      | G     | Roger Grimau       | 1978 | 196 cm | 92 kg  |  |

| Allenatore                                                                      |
| - Fōtīs Katsikarīs                                                              |
| Assistente/i                                                                    |
| - Rafa Pueyo - Pere Romero Legenda - (C) Capitano - (IN) Inattivo - Infortunato |

## Mercato

### Sessione estiva
| Acquisti | Acquisti        | Acquisti         | Acquisti   | Acquisti |
| R.a      | Nome            | da               | Modalità   |          |
| -------- | --------------- | ---------------- | ---------- | -------- |
| P        | Nikos Zīsīs     | Mens Sana Siena  | definitivo |          |
| AG       | Adrien Moerman  | Nancy            | definitivo |          |
| C        | Lamont Hamilton | Metropolitans 92 | definitivo |          |
| GA       | Sergio Sánchez  | Santurtzi        | definitivo |          |
| C        | Milovan Raković | Mens Sana Siena  | definitivo |          |
| G        | Fran Pilepić    | Široki           | definitivo |          |

| Cessioni | Cessioni            | Cessioni       | Cessioni       | Cessioni |
| R.       | Nome                | a              | Modalità       |          |
| -------- | ------------------- | -------------- | -------------- | -------- |
| C        | Dīmītrīs Mauroeidīs | Olympiakos     | fine contratto |          |
| P        | Josh Fisher         | Estudiantes    | fine contratto |          |
| AG       | Marko Banić         | UNICS Kazan'   | fine contratto |          |
| C        | D'or Fischer        | Donec'k        | fine contratto |          |
| P        | Aaron Jackson       | CSKA Mosca     | fine contratto |          |
| P        | Jānis Blūms         | Lietuvos rytas | fine contratto |          |